# 沙格堡
沙格堡（匈牙利語：Ságvár）是匈牙利绍莫吉州所辖的一个村。总面积38.44平方公里，总人口1851，人口密度48.2人/平方公里（2011年1月1日）。